# 아틀란트로파

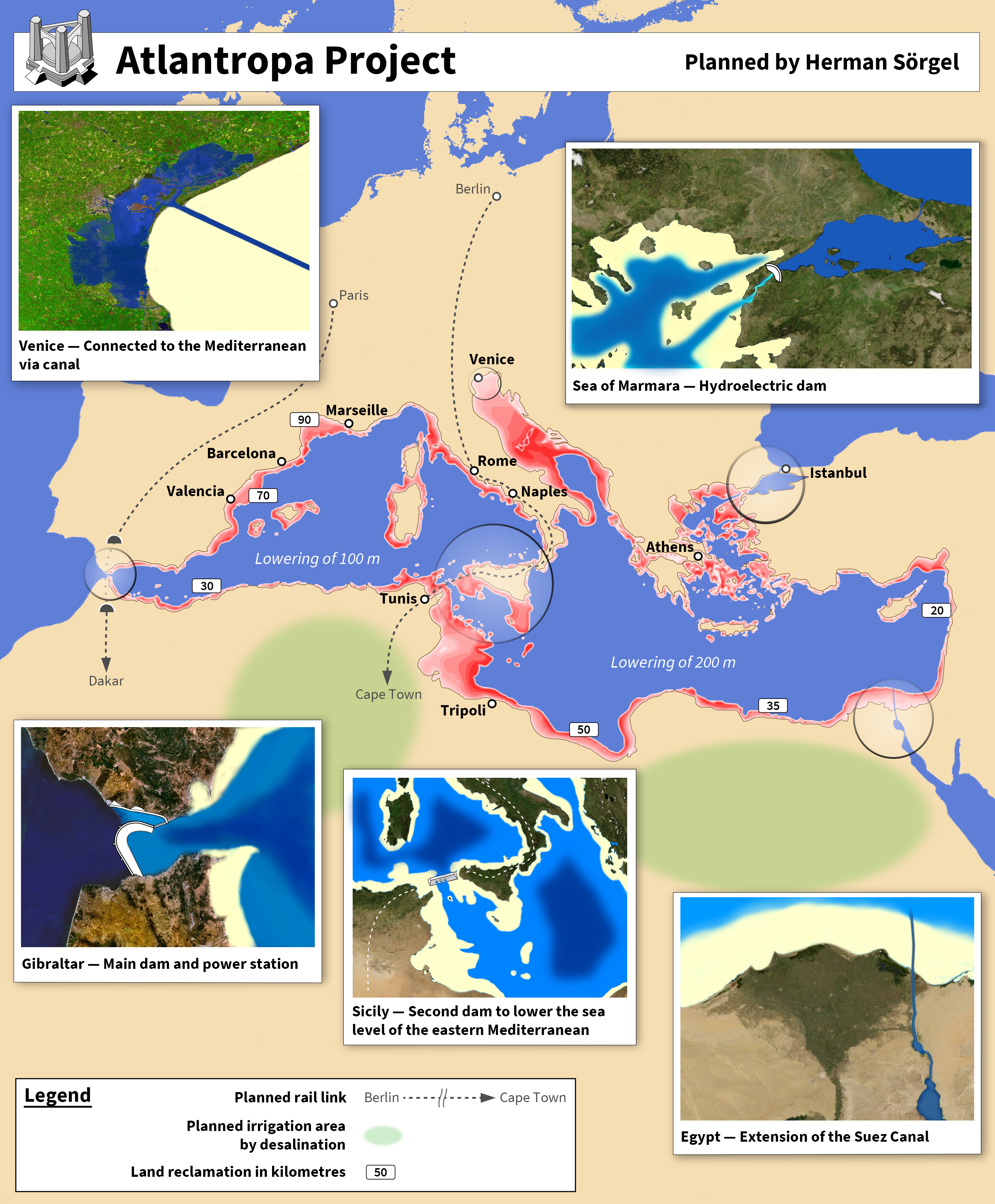
아틀란트로파에 결합된 다양한 수력 발전 및 토지 매립 프로젝트들의 개요도

아틀란트로파(Atlantropa) 또는 판로파(Panropa)는 독일의 건축가 헤르만 죄르겔이 1920년대에 고안하여 1952년 그의 사망 때까지 추진한 거대한 공학 및 식민화 구상이었다. 이 계획은 지브롤터 해협과 보스포루스 해협 등 지중해의 주요 지점에 여러 수력 발전 댐을 건설하여 해수면을 낮추고 토지를 매립하는 것을 포함하고 있었다.

## 구상

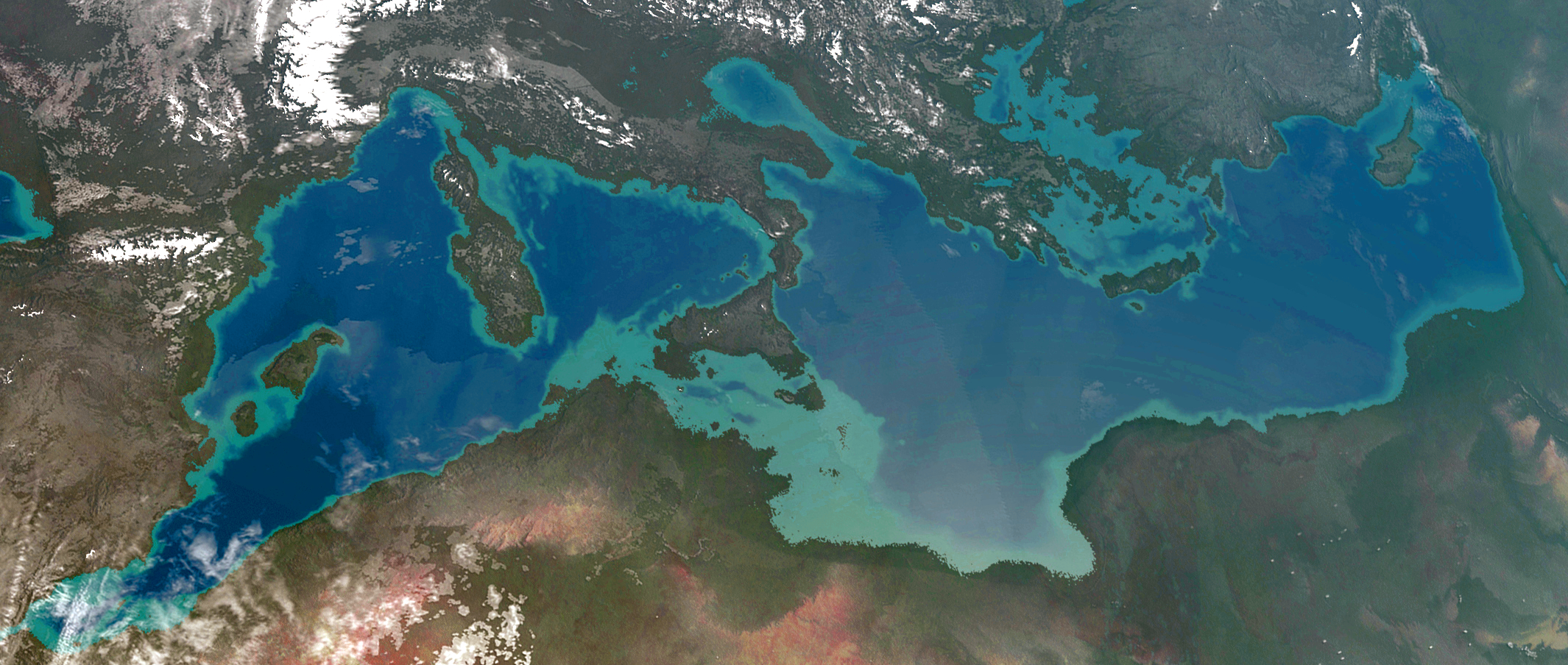
우주에서 본 아틀란트로파의 모습을 그린 화가의 상상도

아틀란트로파 구상의 핵심은 지브롤터 해협을 가로지르는 수력 발전 댐을 건설하는 것이었는데, 엄청난 양의 수력 전기를 생산하고 지중해 해수면을 최대 200미터까지 낮추어 아드리아해 등에 정착을 위한 대규모 신규 토지를 개방하게 될 것이었다. 또한 4개의 추가 댐들도 계획되었다.
- 흑해를 막기 위해 다르다넬스 해협을 가로지르는 댐
- 시칠리아와 튀니지 간에 도로를 제공하고 내부 지중해를 더욱 낮추기 위한 댐
- 콩고강의 카사이강 지류 아래쪽에 차드호 주변 차드 분지를 다시 채우고, 사하라 관개용 담수를 제공하며, 아프리카 내부로의 항로를 만들기 위한 댐
- 홍해와의 연결을 유지하기 위해 수에즈 운하와 갑문을 확장하는 것

죄르겔은 한 세기 이상이 걸릴 것으로 예상되는 이 계획을 토지, 식량, 고용, 전력을 제공하는 방법으로 보았다. 또한 유럽과 인근 아프리카에 대한 새로운 비전을 창조하는 것이기도 했다.
아틀란트로파 제안은 수십 년에 걸쳐 4가지 일관된 특징을 보였다.
- 기술을 평화적으로 사용한다는 약속에서 나타나는 평화주의
- 전쟁으로 찢어진 유럽을 통합하는 방법으로 프로젝트를 보는 범유럽 정서
- 아프리카를 유럽과 통합하여 "아틀란트로파" 또는 유라프리카로 만들려는 유럽 중심적 아프리카관
- 세계를 아메리카, 아시아, 아틀란트로파 3개 블록으로 나누어 보는 신식민주의적 지정학[9]

적극적인 지지는 독일과 주로 북유럽 국가들의 건축가와 계획가들에게 제한되었다. 비판자들은 지중해 국가들이 계획에 전혀 협력하지 않았다는 점과 바다가 후퇴할 때 내륙에 고립될 연안 공동체들에 미칠 영향 등 다양한 결함을 들어 이를 조롱했다. 이 제안은 1920년대 후반과 1930년대 초반에 큰 인기를 얻었고, 1940년대 후반과 1950년대 초반에 다시 잠시 주목받았지만, 죄르겔의 사망 후 일반적인 담론에서 사라졌다.

## 역사

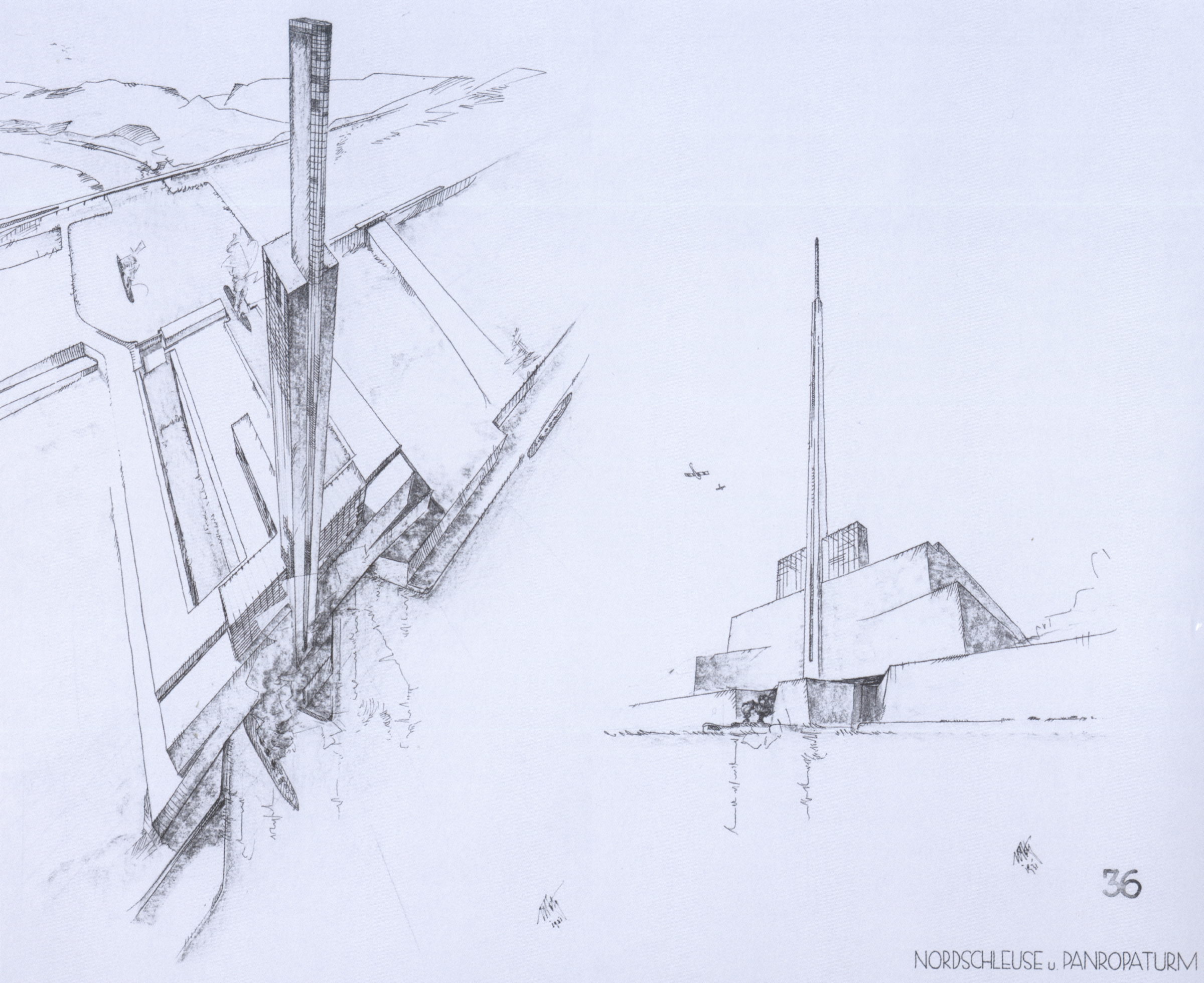
지브롤터 댐에서 죄르겔이 제안한 새로운 갑문

죄르겔의 유토피아적 목표는 유럽과 아프리카로 구성된 새로운 대륙 "아틀란트로파"를 창조하여 유럽인들이 거주하게 함으로써 유럽 문명의 모든 주요 문제들을 해결하는 것이었다. 죄르겔은 아메리카 대륙과 신흥 동양의 "범아시아"와 경쟁력을 유지하기 위해서는 유럽이 자급자족할 수 있어야 한다고 확신했으며, 그의 견해로는 이는 모든 기후대의 영토를 소유한다는 의미였다. 죄르겔의 생각에 아시아는 유럽인들에게 영원히 수수께끼로 남을 것이고, 영국인들은 장기적으로 세계 제국을 유지할 수 없을 것이므로, 그는 아프리카를 식민지화하려는 공동 유럽 노력을 옹호했다.
지중해 수위 저하는 막대한 양의 전력 생산을 가능하게 하여 산업 성장을 보장했을 것이다. 화석 연료와 달리 이 전력원은 고갈되지 않았을 것이다. 아프리카에 3개의 바다 크기 인공 호수의 도움으로 관개될 예정이었던 사하라 사막을 포함하여 광대한 토지가 농업을 위해 해방되었을 것이다.
한 세기 이상 계속될 것으로 예상되는 대규모 공공사업은 실업을 해소하고, 새로운 토지 획득으로 인구 과밀의 압박을 완화할 예정이었는데, 죄르겔은 이것들이 유럽 정치 불안의 근본적 원인이라고 생각했다. 그는 또한 자신의 제안이 기후에 미치는 영향은 유익할 뿐이라고 믿었으며, 더 효과적인 멕시코 만류가 더 따뜻한 겨울을 만들어내어 브리튼 제도까지 기후가 더 좋게 변할 수 있다고 생각했다. 통합된 아틀란트로파의 통제 하에 있을 중동은 추가적인 에너지원이자 황화론에 대항하는 보루가 될 예정이었다.
죄르겔과 그의 지지자들이 아틀란트로파를 위해 제작한 홍보 자료에는 지중해의 여러 댐과 새로운 항구들의 계획, 지도, 축척 모델, 페터 베렌스가 설계한 400미터 높이 탑으로 장식된 지브롤터 댐의 전망, 농업 생산 성장 전망, 범아틀란트로파 전력망 스케치, 그리고 문화적 랜드마크로서 베네치아 보호를 위한 조항까지 포함되어 있었다. 기후 변화나 지진에 대한 우려가 언급될 때는 부정적인 것이 아니라 긍정적인 것으로 틀지어졌다. 죄르겔의 1938년 저서 《디 드라이 그로센 A》(Die Drei Grossen A)는 그 개념이 나치 이데올로기와 일치한다는 것을 보여주기 위해 히틀러의 인용구를 속표지에 실었다.
제2차 세계 대전 후, 서방 연합국들이 그 지역에서 증가하는 마르크스주의 영향에 맞서기 위해 아프리카의 식민지들과 더 긴밀한 유대를 만들려고 시도하면서 관심이 다시 불러일으켜졌지만, 원자력의 발명, 재건 비용, 그리고 식민주의의 종료로 인해 아틀란트로파 제안은 기술적으로 불필요하고 정치적으로 실현 불가능하게 되었다. 그러나 아틀란트로파 연구소 자체는 1960년까지 존재했다.
그 이후 지브롤터 해협에 댐을 건설하자는 대부분의 제안들은 그러한 프로젝트의 수력 발전 잠재력에 초점을 맞추었으며 지중해 해수면의 실질적인 저하는 구상하지 않았다. 지중해 해역 밖의 미래 지구 해수면 상승에 대처하기 위해 지브롤터 해협에서 유럽과 북아프리카 사이에 장력을 가한 직물 댐을 설치하는 아이디어가 구상되었다.

## 대중문화에서
아틀란트로파 프로젝트의 한 버전이 필립 K. 딕의 소설 《높은 성의 사나이》(The Man in the High Castle)와 동명의 아마존 스튜디오 시리즈에서 마르틴 호이스만이라는 인물에 의해 제시되었는데, 그는 지브롤터 해협을 가로지르는 댐으로 지중해 전체를 배수하자고 제안했다.
패러독스 게임 《하츠 오브 아이언 4》의 모드 "The New Order: Last Days of Europe"에서는 이 프로젝트가 존재했으며 이론적 육지 덩어리의 지도를 보여주었지만, 모드의 많은 스토리와 충돌했기 때문에 모드의 몇 차례 업데이트 후 결국 폐기되었다.

## 같이 보기
- 아랄해
- 제국주의
- 메가프로젝트
- 지브롤터 해협의 횡단
- 싼샤 댐

## 더 읽어보기
- Gall, Alexander (1998). 《Das Atlantropa-Projekt: die Geschichte einer gescheiterten Vision : Hermann Sörgel und die Absenkung des Mittelmeeres》 (독일어). Frankfurt: Campus-Verlag. ISBN 978-3-593-35988-5.
- Gall, Alexander (2006). 〈Atlantropa: A Technological Vision of a United Europe〉.   Erik van der Vleuten; Arne Kaijser. 《Networking Europe. Transnational Infrastructures and the Shaping of Europe, 1850–2000》. Sagamore Beach: Science History Publications. 99–128쪽. ISBN 0-88135-394-9.
- Günzel, Anne Sophie (2007). 《Das "Atlantropa"-Projekt – Erschließung Europas und Afrikas》 (독일어) 2판. München: Grin. ISBN 978-3-638-64638-3.
- Sörgel, Herman (1929). 《Mittelmeer-Senkung. Sahara-Bewässerung = Lowering the Mediterranean, Irrigating the Sahara (Panropa Project), pamphlet》. Leipzig: J.M. Gebhardt.
- Sörgel, Herman (1931). 《Europa-Afrika: ein Weltteil》. 983–987쪽. 2018년 2월 9일에 확인함.
- Sörgel, Herman (1932a). 《Atlantropa》 3, illurat판. Zürich: Fretz & Wasmuth.
- Sörgel, Herman (1932b). 《Atlantropa》. Munich: Piloty & Löhle.
- Sörgel, Herman (1933). 《Foreword to "Technokratie – die neue Heilslehre" by Wayne W. Parrish》. Munich: R. Piper & Co.
- Sörgel, Herman (1938). 《Die drei großen "A". Großdeutschland und italienisches Imperium, die Pfeiler Atlantropas. [Amerika, Atlantropa, Asien]》. Munich: Piloty & Loehle.
- Sörgel, Herman (1942). 《Atlantropa-ABC: Kraft, Raum, Brot. Erläuterungen zum Atlantropa-Projekt》. Leipzig: Arnd.
- Sörgel, Herman (1948). 《Foreword to "Atlantropa. Wesenszüge eines Projekts" by John Knittel》. Stuttgart: Behrendt.
- Cathcart, R.B. (1998). “Land Art as global warming or cooling antidote”. 《Speculations in Science and Technology》 21 (2): 65–72. doi:10.1023/A:1005349611054. S2CID 115543652.
- Cathcart, R.B. (1995). “Mitigative Anthropogeomorphology: a revived 'plan' for the Mediterranean Sea Basin and the Sahara”. 《Terra Nova: The European Journal of Geosciences》 7 (6): 636–640. Bibcode:1995TeNov...7..636C. doi:10.1111/j.1365-3121.1995.tb00713.x.
- Cathcart, R.B. (1985). “What if We Lowered the Mediterranean Sea?”. 《Speculations in Science and Technology》 8: 7–15.
- Cathcart, R.B. (1983). “Macro-engineering Transformation of the Mediterranean Sea and Africa”. 《World Futures》 19 (1–2): 111–121. doi:10.1080/02604027.1983.9971971.
- Cathcart, R.B. (1983). “Mediterranean Basin-Sahara Reclamation”. 《Speculations in Science and Technology》 6: 150–152.